# Henry Krauss
Henry Krauss (París, 26 de abril de 1866 – París, 15 de diciembre de 1935) fue un actor y director cinematográfico y teatral de nacionalidad francesa.
Nacido y fallecido en la ciudad de París, Francia, fue el padre del diseñador cinematográfico Jacques Krauss.

## Filmografía

### Director
- 1917 : Un pauvre homme de génie
- 1918 : Papa Hulin
- 1918 : Marion de Lorme
- 1919 : Le Fils de M. Ledoux
- 1921 : Fromont jeune et Risler aîné
- 1921 : Les Trois masques
- 1925 : Le Calvaire de Dona Pia

### Ayudante de dirección
- 1927 : Napoleón, de Abel Gance

### Actor
- 1908 : Un duel sous Richelieu
- 1911 : Notre-Dame de Paris, de Albert Capellani
- 1913 : Germinal, de Albert Capellani
- 1917 : Les Frères corses
- 1918 : Marion de Lorme
- 1920 : Quatrevingt-treize, de Albert Capellani y André Antoine
- 1922 : Le Diamant noir, de André Hugon
- 1934 : Les Misérables

## Teatro
- 1893 : Valet de cœur, escenografía de André Antoine, Teatro Libre
- 1894 : La Peur des coups, de Georges Courteline, Teatro d'Application
- 1902 : Théroigne de Méricourt, de Paul Hervieu
- 1911 : Los hermanos Karamazov, de Jacques Copeau y Jean Croué a partir de Fiódor Dostoyevski, escenografía de Jacques Copeau y Arsène Durec, Teatro Hébertot
- 1928 : L'Enfant prodigue, de Michel Carré, Teatro Femina